# Volkswagen Golf VII
La Volkswagen Golf VII rappresenta la settima serie dell'omonimo modello, un'autovettura prodotta dalla casa automobilistica tedesca Volkswagen, presentata al pubblico il 4 settembre 2012 e commercializzata a partire dalla fine del 2012 fino al 2021.

## Profilo e tecnica

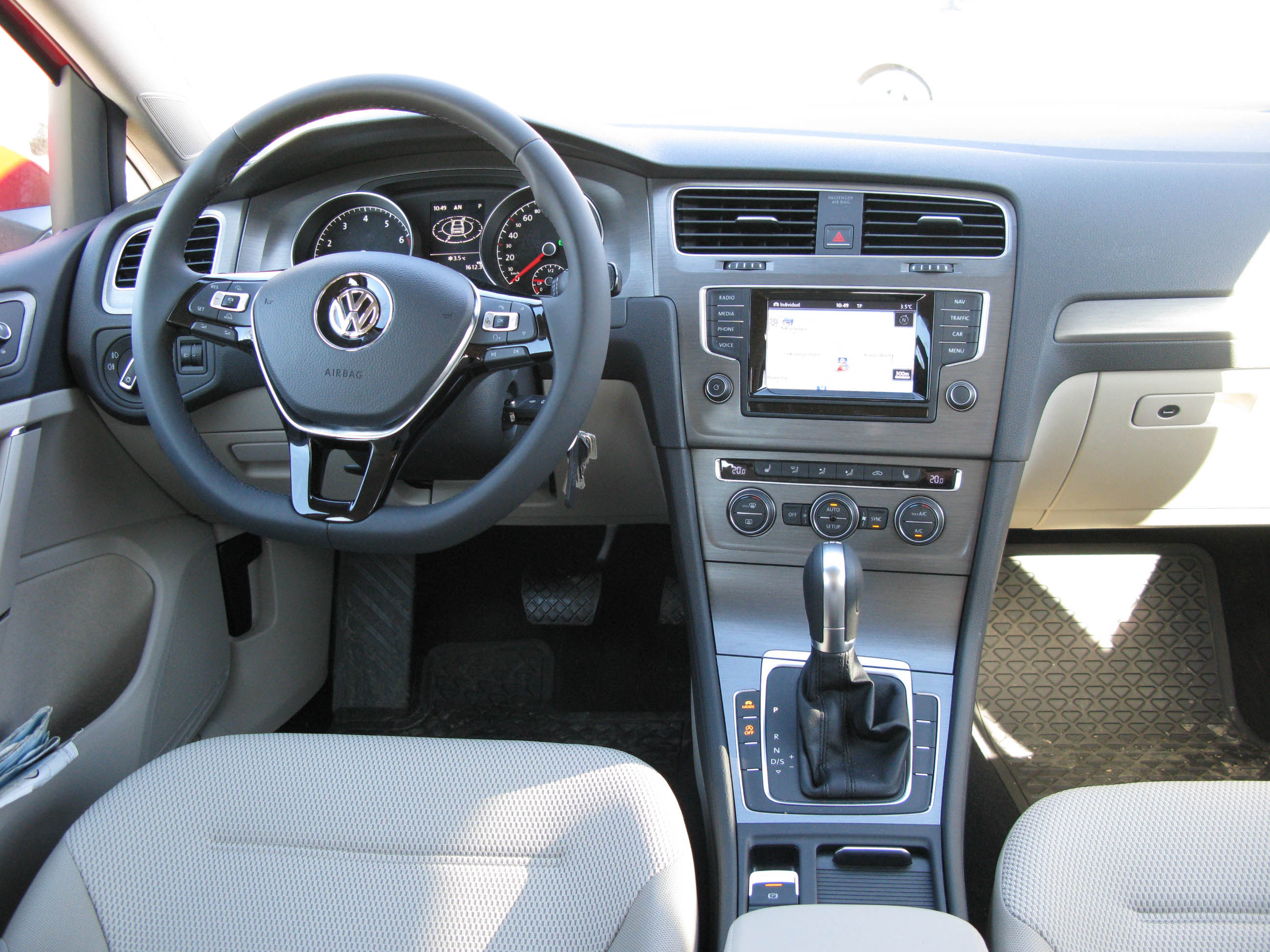
Interni di una Golf VII

Il design dell'autovettura viene affidato a Walter de Silva e riprende quello della più piccola Polo e prosegue il percorso stilistico voluto da Walter de Silva e Flavio Manzoni.
L'auto viene realizzata sulla nuova piattaforma Volkswagen MQB, che viene utilizzata anche per altre auto del gruppo come l'Audi A3 8V terza serie. La linea pur mantenendo i tratti del modello precedente (montante posteriore massiccio, lunotto quasi verticale, padiglione poco rastremato e un profilo estetico generale più orientato alla volumetria interna che alla sportività) si caratterizza per le linee più spigolose e proporzioni leggermente più slanciate. Proporzioni date anche dalle dimensioni: (lunghezza 426 cm, larghezza 180 cm, altezza 145 cm). L'interno mantiene la sobrietà del modello precedente ma è caratterizzato da una plancia orientata verso il guidatore. La vettura viene commercializzata sia in versione a 3 che a 5 porte. L'auto inoltre è stata sottoposta al test euro NCAP totalizzando 5 stelle di valutazione.
Il reparto sospensivo per le motorizzazioni da 120 CV compresi in su adotta la stessa geometria utilizzata nella serie precedente ma ulteriormente affinata e prevede un avantreno di tipo MacPherson ed al retrotreno uno schema multilink a tre bracci e mezzo (3+1), mentre per le motorizzazioni meno potenti invece il retrotreno adotta uno schema più semplice e meno raffinato ossia un ponte torcente il quale però pesa circa 11 kg in meno a beneficio dei consumi.

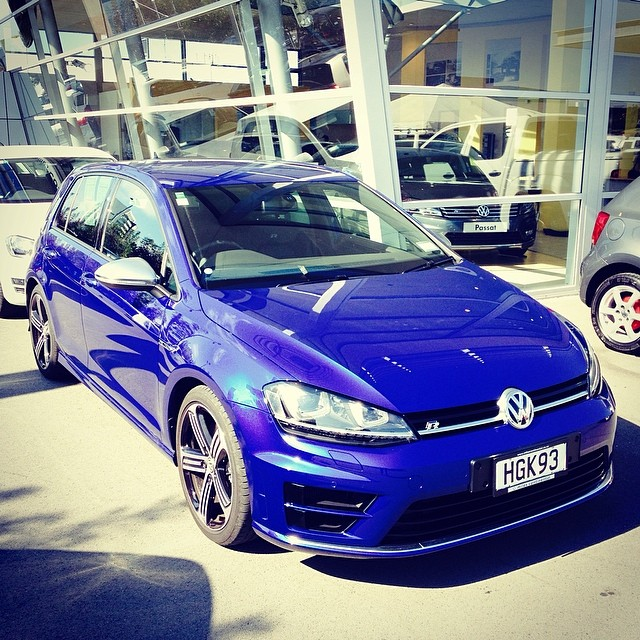
Golf R

Le versioni GTI, GTD, R e allestimento "sport edition" possiedono lo sterzo adattivo, cioè varia taratura e consistenza in base alla velocità, diventando più morbido alle basse velocità o quando si fa manovra e più duro alle alte andature o quando esso viene sollecitato rapidamente.

## Motorizzazioni e evoluzione
Le motorizzazioni al debutto sono 4: due a benzina, 1.2 da 105 CV e 1.4 da 122 CV o 140 CV, e due turbodiesel common-rail, 1.6 da 105 CV e 2.0 da 150 CV. Sono disponibili due tipi di cambi: manuale a 5 o 6 marce ed un automatico a doppia frizione DSG (Direct-Shift Gearbox) a 6 o 7 marce.  Successivamente, a distanza di alcuni mesi dal debutto, vengono introdotte le seguenti motorizzazioni sportive: GTD, GTI ed R.
La GTD monta un motore turbodiesel common-rail che eroga 184 CV e 380 Nm di coppia massima tra i 1750 ed i 3250 giri. Il suo motore è derivato dalla versione meno potente da 150 CV, ma porta con sé alcune migliorie: sistema di fasatura variabile delle valvole (VVT), turbina ad alto rendimento, 2 contralberi di equilibratura, differenziale elettronico XDS+. A livello estetico e di assetto, è praticamente identica alla "sorella" GTI, con la differenza di non avere i doppi scarichi separati (ma solo da un lato) e i dettagli color argento (invece che rossi).
La versione GTI è invece caratterizzata da un motore benzina turbocompresso (2.0 TSI), disponibile su due livelli di potenza, la "normale" da 220 CV oppure la GTI Performance da 230 CV. Quest'ultima ha in più rispetto alla "normale" un impianto frenante maggiorato ed un differenziale meccanico autobloccante.

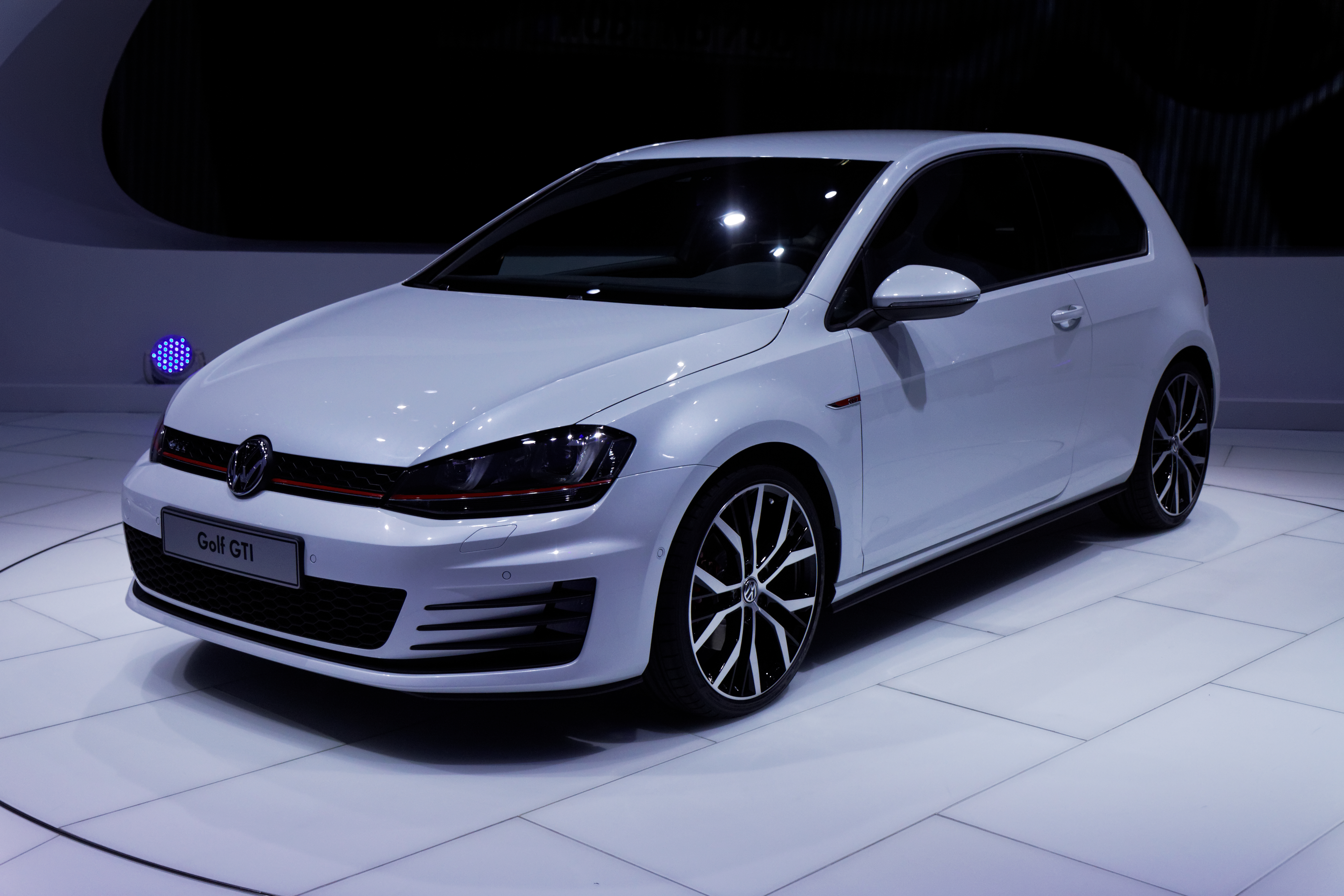
Golf GTI del 2012

La più sportiva è la versione R, equipaggiata con lo stesso motore 2.0 TSI, però portato a 300 CV. Di serie è presente la trazione integrale 4Motion con frizione Haldex. Essa consiste in una frizione multidisco a controllo elettronico. Nel gestire le 4 ruote motrici, la frizione distribuisce la coppia e la potenza in modo diverso tra i due assi anteriori e posteriori in base alle condizioni di aderenza. La distribuzione della potenza viene effettuata in modo continuativo attraverso una centralina che valuta vari parametri tra cui l'erogazione della coppia, lo slittamento e la rotazione delle ruote e l'agilità e imbardata complessiva della vettura.
Da inizio 2013, oltre alle classiche versioni a trazione anteriore, vi è la possibilità  acquistare modelli dotati di trazione integrale "on demand" 4Motion di ultima generazione, nelle versioni Comfortline o Highline abbinati ai motori diesel 1.6 TDI e 2.0 TDI (con il solo cambio manuale 6 marce) e benzina 2.0 TSI. Nell'estate dello stesso anno, inoltre, comincia la commercializzazione della nuova Golf Variant.
Dopo circa 2 anni dal debutto, il 1.6 TDI da 105 CV viene portato a 110 CV e a 260 Nm di coppia. Esiste anche un 1.6 TDI da 90 CV, sempre a 5 marce, con 230 Nm di coppia.
Si possono avere anche le versioni " TDI Bluemotion" e "TSI Bluemotion". La seconda permette di avere un 1.0 TSI da 115 CV in combinazione con il cambio manuale a 6 marce oppure un DSG a 7. Queste due versioni hanno una maschera anteriore modificata, per aumentare l'aerodinamica.
A partire da giugno 2014 è disponibile anche la motorizzazione a metano (TGI), un 1.4 da 110 CV in grado di erogare 200 Nm di coppia massima ed un'accelerazione da 0-100 in 10,5 secondi. Disponibile con cambio manuale a 6 rapporti o DSG a doppia frizione a 7 rapporti la Golf TGI ha una capienza di 15 Kg di metano e un serbatoio di benzina da 50 litri, garantendo così un'autonomia totale di 1250 Km.
Da circa metà 2015 viene tolto dal listino la GTI col motore 2.0 TSI da 220 CV e si può acquistare solamente la versione da 230 CV in allestimento GTI Performance.
A inizio 2015 Volkswagen aveva annunciato di star lavorando a una Golf a tre cilindri con un motore dalla cilindrata ridotta. Successivamente a giugno del 2015, la Volkswagen rende disponibile in Italia la nuova Golf 1.0 TSI Bluemotion, dotata di un tre cilindri da 115 CV sviluppati grazie all'ausilio di un motore turbocompresso e toccando una velocità massima di 204 km/h.

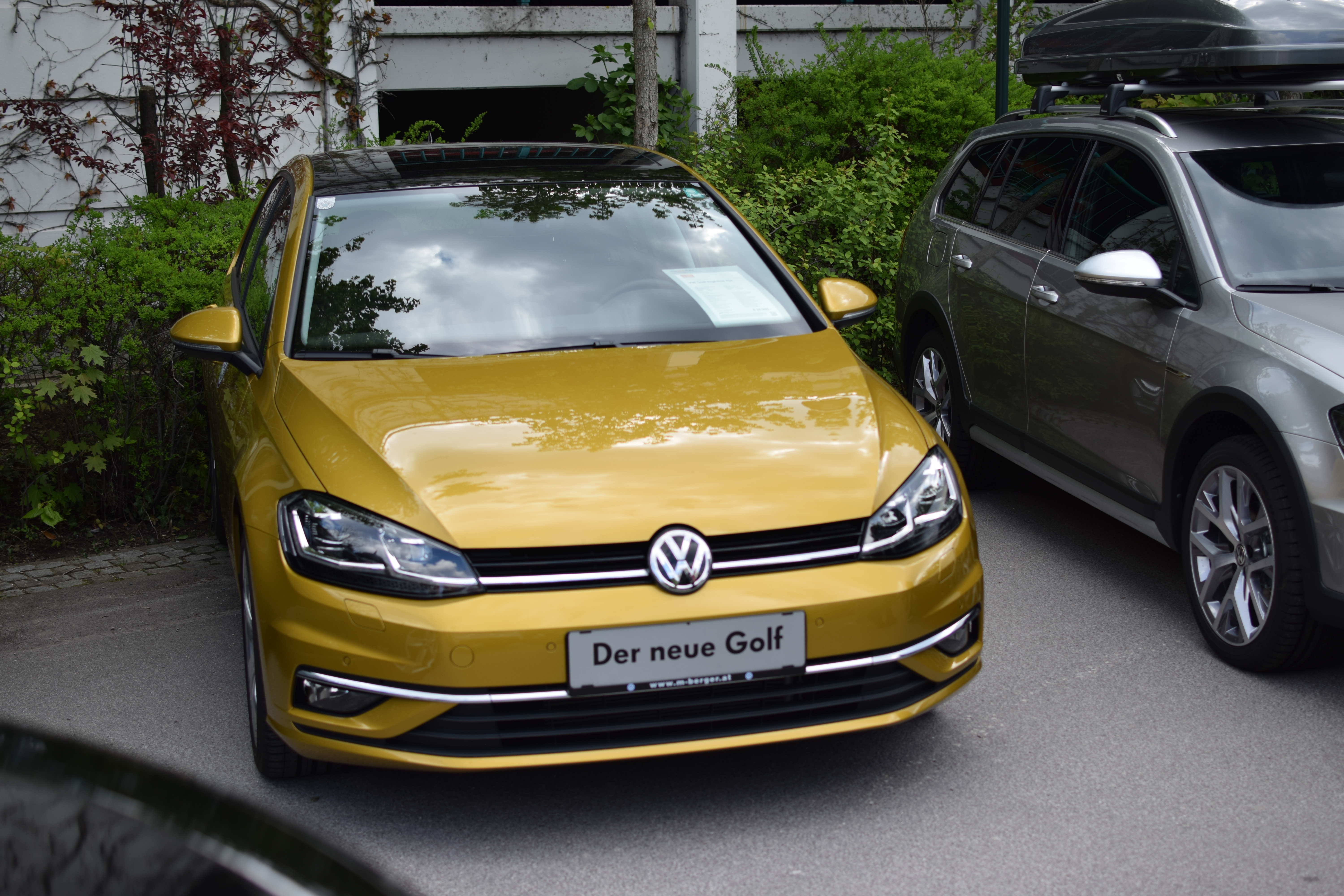
Golf restyling 2017; notare i nuovi fari a LED a "L" e il paraurti inferiore ridisegnato

## Restyling 2017
Il 10 novembre 2016 la casa di Wolfsburg ha presentato un restyling del modello, con l'introduzione di svariate novità estetiche e tecniche che non vanno a rivoluzionare la vettura.

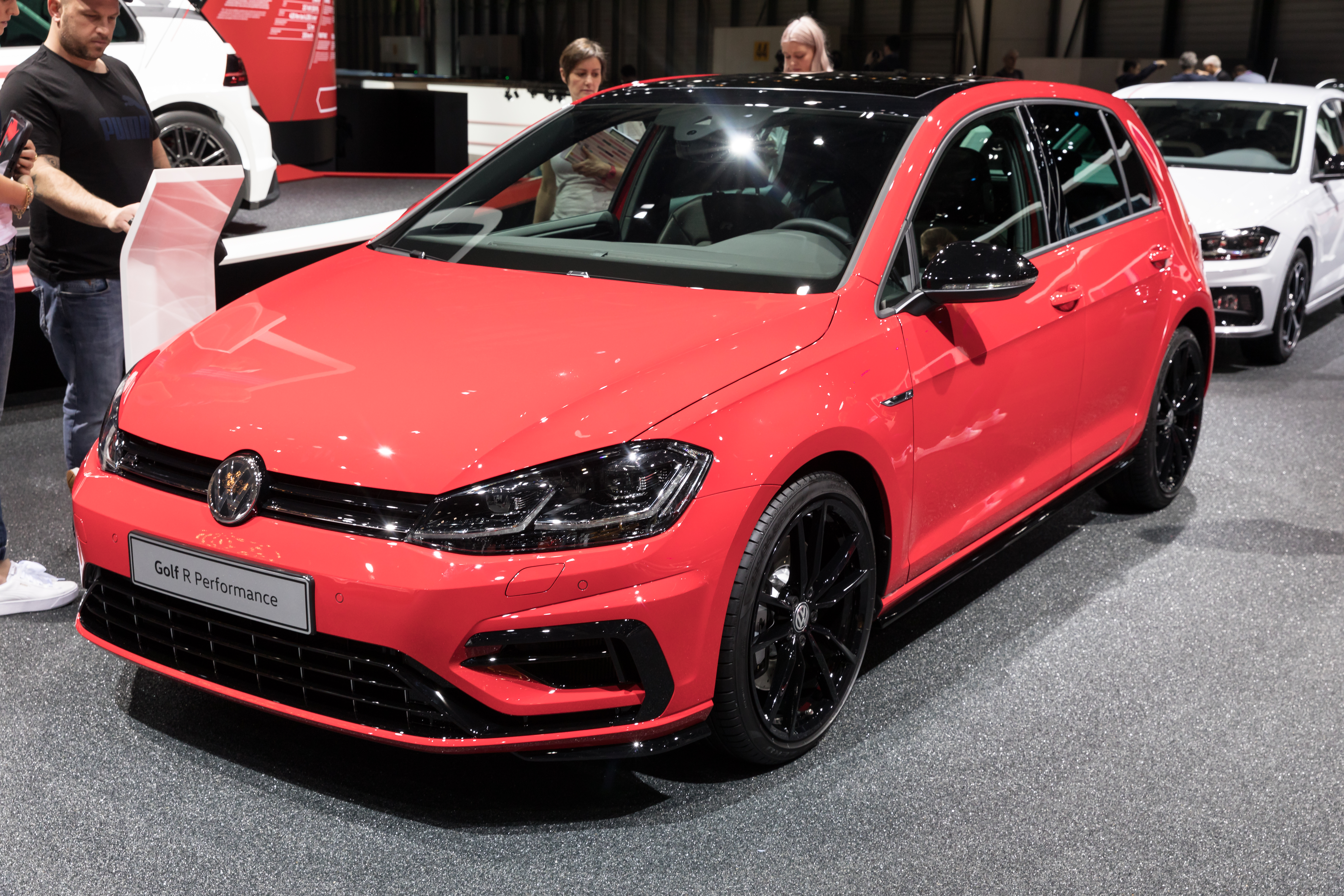
Golf R Performance

Questo aggiornamento si applica a tutte le versioni della compatta tedesca e si concentra sulla parte anteriore, dove i fari ricevono inedite luci diurne a forma di "L" e i paraurti presentano un nuovo disegno. Nella parte posteriore, i fanali posteriori sono dotati anch'essi della tecnologia a LED con una nuova trama interna, mentre nell'abitacolo è presente il nuovo sistema multimediale sul cruscotto, che ora è completamente digitale grazie alla strumentazione Active Info Display da 12.3 pollici.

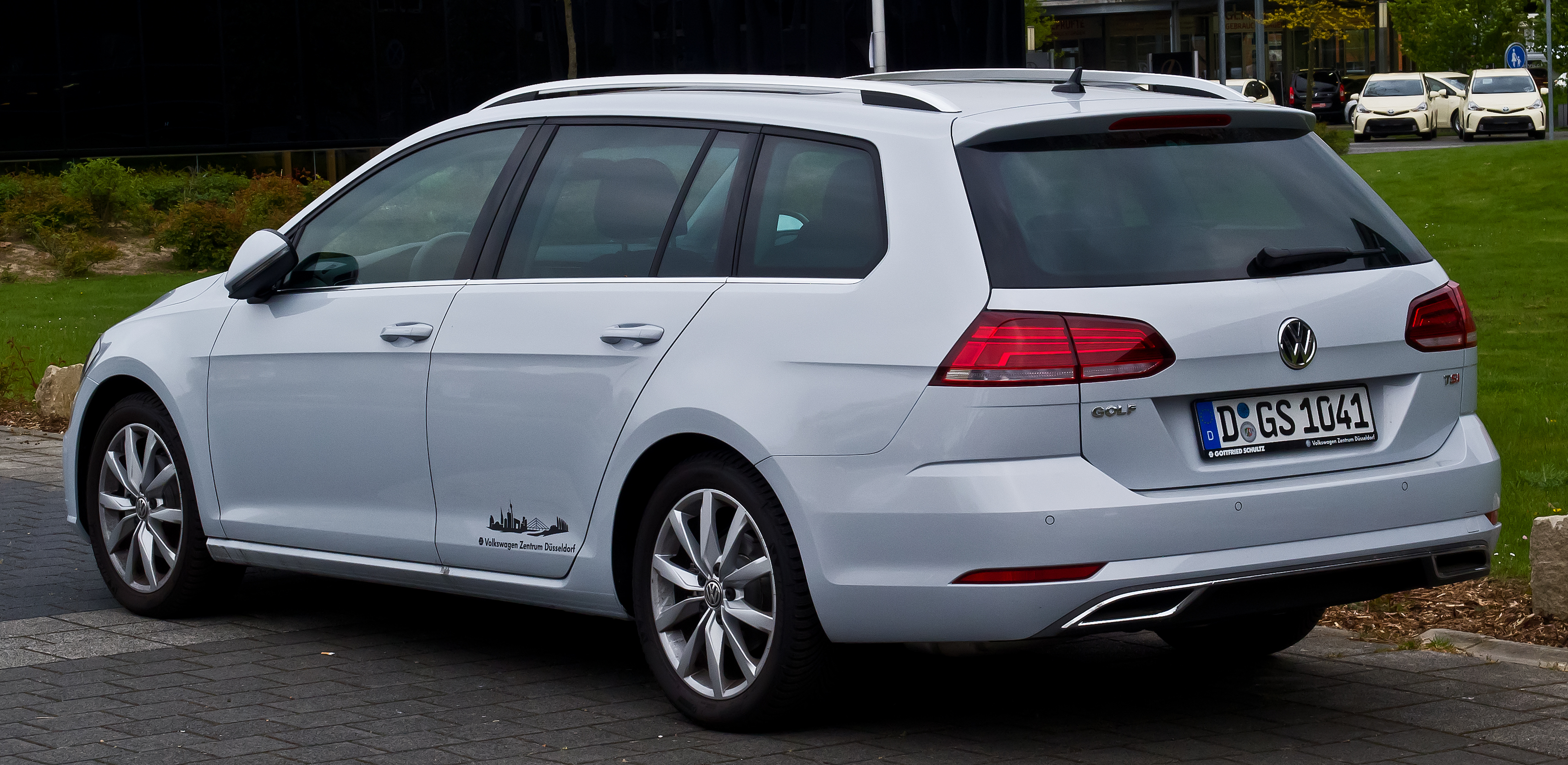
Golf Variant Restyling

Sul lato tecnico viene introdotto un nuovo motore a benzina turbo denominato 1.5 TSI EVO (nome in codice EA211 TSI evo) da 150 CV, dotato del ciclo Miller e del sistema che disattiva due dei quattro cilindri nella fasi in cui non è richiesta molta potenza, per limitare i consumi e presenta una turbina a geometria variabile con un sistema elettronico per il controllo dei gas di scarico che riduce il turbo lag e aumenta la prontezza di risposta; successivamente reso disponibile in versione da 130 CV "mild hybrid" con batteria da 12V e allestimento Bluemotion.
Anche la versione elettrica è stata aggiornata, portando la capacità della batteria dai 24.2 kWh del modello precedente ai 35,8 kWh del modello attuale (300 km di autonomia nel ciclo NEDC).

## Motorizzazioni
| Modello                 | Disponibilità          | Motore         | Cilindrata (cm³) | Potenza (CV) | Coppia Massima (Nm) | Emissioni CO2 (g/Km) | 0 a 100 km/h (secondi) | Velocità max (Km/h) | Consumo medio (Km/l) | Allestimenti                     |
| 1.0 TSI BlueMotion      | dal 07.2015            | Benzina        | 999              | 115          | 200                 | 99                   | 9,7                    | 204                 | 23,3                 | Trendline, Comfortline           |
| 1.2 TSI                 | dal 10.2013            | Benzina        | 1197             | 85           | 160                 | 113                  | 11,9                   | 179                 | 20,4                 | Trendline, Comfortline           |
| 1.2 TSI                 | dal 10.2012            | Benzina        | 1197             | 105          | 175                 | 114                  | 10,2                   | 190                 | 18.0                 | Trendline, Comfortline           |
| 1.4 TSI                 | dal 10.2012 al 07.2015 | Benzina        | 1395             | 122          | 200                 | 123 (116)            | 9,3                    | 200                 | 17.0 (20,0)          | Comfortline, Highline            |
| 1.4 TSI                 | dal 7.2015             | Benzina        | 1395             | 125          | 200                 | 122                  | 9,1                    | 204                 | 18,8 (19,6)          | Comfortline, Highline            |
| 1.4 TSI                 | dal 10.2012            | Benzina        | 1395             | 150          | 250                 | 121 (116)            | 8,2                    | 216                 | 17.0 (20,0)          | Highline                         |
| 2.0 TSI GTI             | dal 03.2013            | Benzina        | 1984             | 220          | 350                 | 139 (148)            | 6,5                    | 244 (246)           | 16,7 (15,6)          | GTI                              |
| 2.0 TSI GTI Performance | dal 03.2013            | Benzina        | 1984             | 230          | 350                 | 139 (149)            | 6,4 (n.d.)             | 250                 | 16,7 (15.6)          | GTI Performance                  |
| 2.0 TSI GTI Performance | dal 02.2017            | Benzina        | 1984             | 245          | 370                 | 148 (144)            | 6,2                    | 250 (limitata)      | 15,1 (15,9)          | GTI Performance                  |
| 2.0 TSI GTI Clubsport   | dal 2016               | Benzina        | 1984             | 290          | 370                 | 163                  | 6,3                    | 250                 | 14,3                 | GTI Clubsport                    |
| 2.0 TSI GTI Clubsport S | dal 05.2016            | Benzina        | 1984             | 310          | 380                 | 172                  | 5,8                    | 260                 |                      | GTI Clubsport S                  |
| 2.0 TSI R               | dal 01.2014            | Benzina        | 1984             | 300          | 380                 | 165 (159)            | 5,1 (4,9)              | 250                 | 14,1 (14,5)          | R                                |
| 1.6 TDI CR FAP          | dal 10.2012            | Diesel         | 1598             | 110          | 260                 | 99 (102)             | 10,7                   | 192                 | 31,2 (25,6)          | Trendline, Comfortline, Highline |
| 2.0 TDI CR FAP          | dal 10.2012            | Diesel         | 1968             | 150          | 320                 | 106 (119)            | 8,6                    | 216 (212)           | 24,4 (21,3)          | Highline                         |
| 2.0 CR GTD FAP          | dal 03.2013            | Diesel         | 1968             | 184          | 380                 | 109 (119)            | 7,4                    | 230 (228)           | 23,8 (22,2)          | GTD                              |
| 1.4 TGI                 | Dal 2014               | Benzina/Metano | 1395             | 110          | 200                 | 94 (92)              | 10.5                   | 195                 | 25.2                 | Trendline, Comfortline, Highline |
| GTE                     | Dal 2015               | Ibrido Plug-in | 1395             | 204          | 350                 | 35                   | 7,6                    | 222                 | 66,7                 | GTE                              |
| e-Golf                  | Dal 2015               | Elettrico      | n.a.             | 136          | 290                 | 0                    | 9,2                    | 156                 | n.a.                 | e-Golf                           |

N.B.: i dati tra parentesi si riferiscono alla versione con cambio automatico.

## Versioni speciali

### R400 Concept

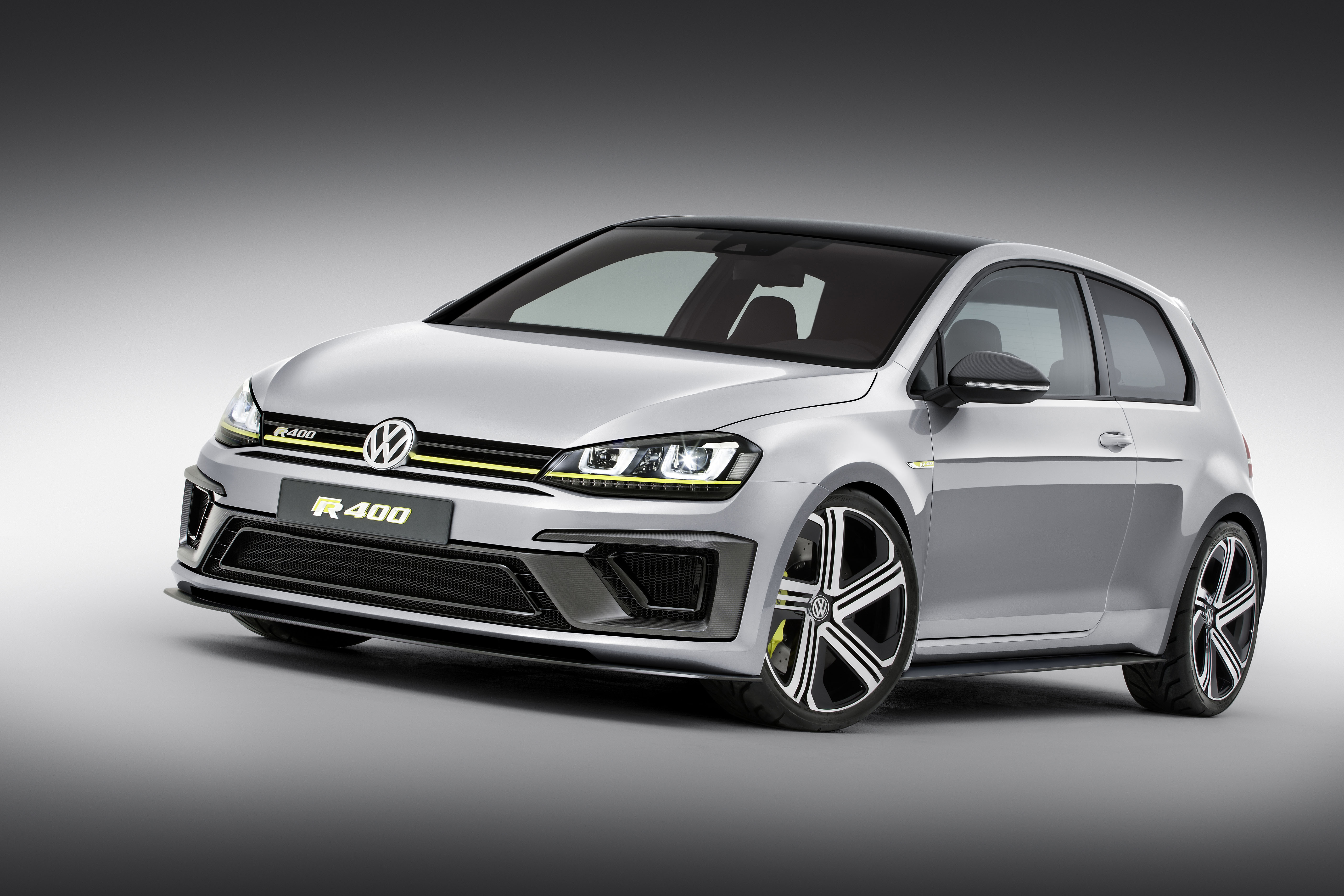
Golf R 400 concept

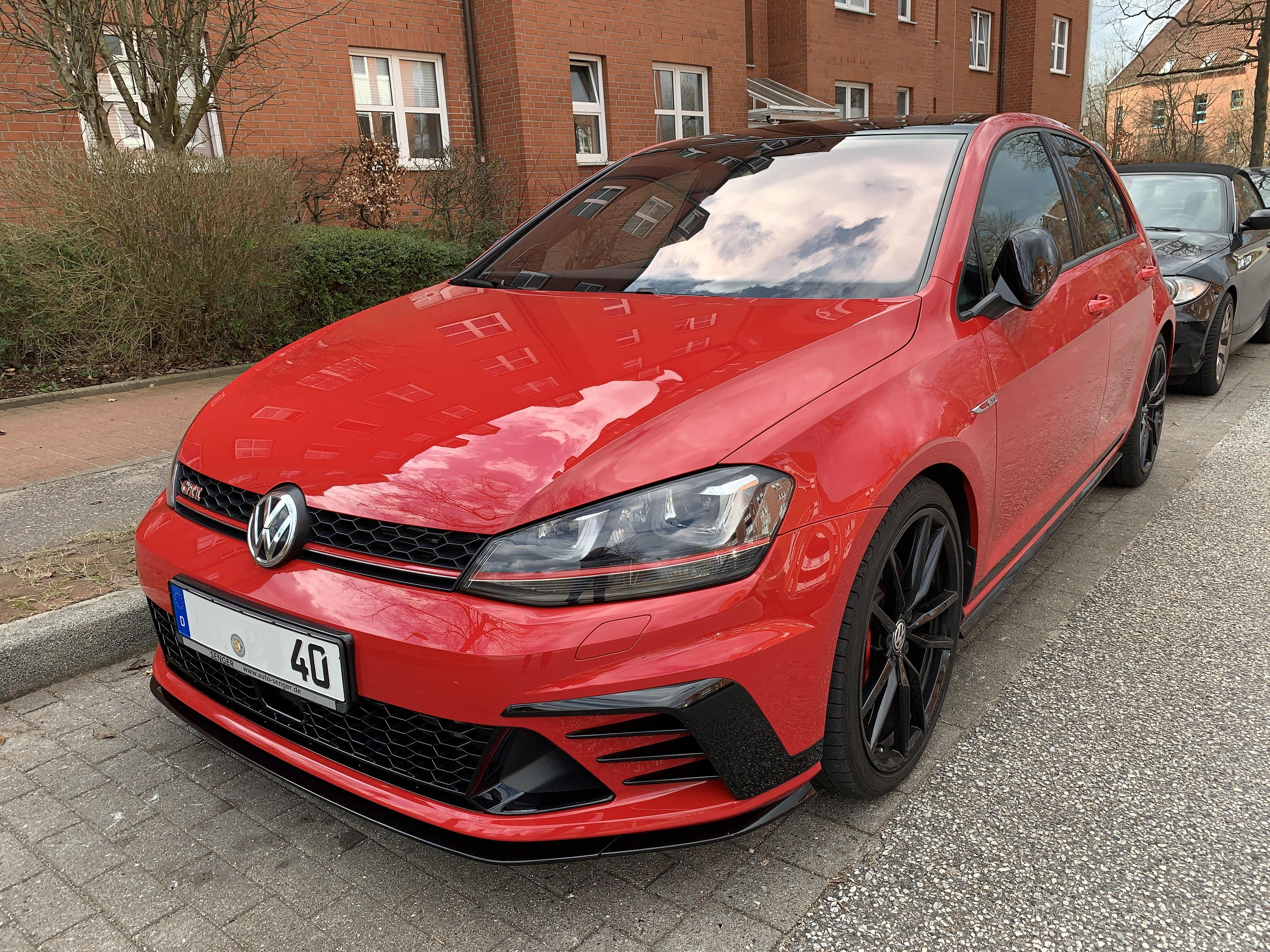
Golf GTI Clubsport

Presso il salone di Pechino del 2014, la Volkswagen ha presentato una versione ad alte prestazioni della Golf VII. Denominata R400 Concept, era dotata di un nuovo body kit sportivo e interni con sedili a guscio sportivi dotati di supporto laterale per la testa e il passaggio per le cinture di sicurezza da gara. Il propulsore era stato elaborato e abbinato ad un nuovo cambio DSG a doppia frizione che permetteva un'accelerazione da 0 a 100 km/h in 3,9 secondi, con velocità massima di 280 km/h.

### GTI Clubsport
Per festeggiare i 40 anni dalla prima edizione della Golf GTI prima serie del 1976, nel 2016 la casa di Wolfsburg ha presentato una versione ad edizione speciale e limitata della normale GTI su cui essa è basata. Il motore lo stesso 2.0 litri, che viene potenziato a 265 CV sviluppati tra 5350 giri/min e 6600 giri/min con 350 Nm di coppia massima erogati tra 1700 giri/min e 5300 giri/min (290 CV e 380 Nm in modalità overboost per 20 secondi), con un consumo nel ciclo combinato di 7,0 l/100 km (6,9 l/100 km con il cambio DSG) ed emissioni di CO2 pari a 162 g/km (158 g/km con il cambio DSG). Le prestazioni nello 0-100 km/h sono di 5,9 secondi e la velocità massima è pari a 250 km/h. Meccanicamente è costruita prendendo come base la GTI Performance, ne mantiene gran parte dell'impostazione come la presenza del differenziale autobloccante, ma presenta un assetto irrigidito e un kit estetico differente, che comprende uno spoiler posteriore e uno splitter anteriore maggiorati in color nero lucido e nuovi paraurti con deflettori aerodinamici per migliorare i flussi d'aria.

### 2.0 GTI Clubsport S

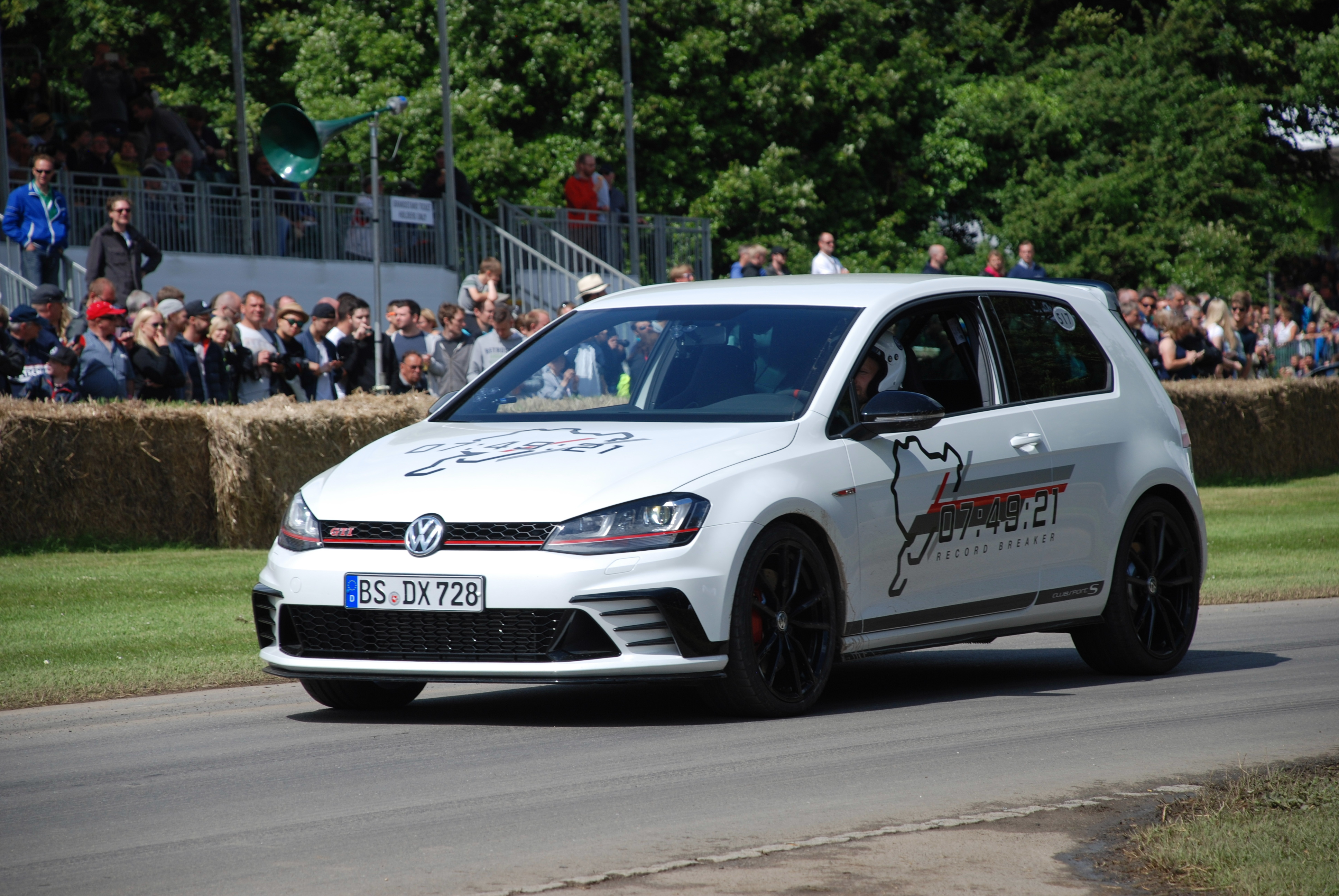
2.0 TSI GTI Clubsport S al Goodwood Festival Of Speed del 2016

Questa versione speciale della Golf è stata creata per celebrare i 40 anni dall'esordio della prima Golf GTI. Gli esemplari prodotti avranno solo la carrozzeria a tre porte e saranno in totale 400, divisi in 100 per la Germania e 150 per l'Inghilterra, mentre per l'Italia ne saranno destinati una decina delle restanti 150 previste per il resto del mondo. La vernice esterna prevede tre colori: "Tornado Red", "Deep Black" "Pure White".
Esternamente, la Golf Clubsport S ha un'estetica specifica che comprende un kit aerodinamico per la carrozzeria inedito, mentre all'interni viene fatto ampio uso l'Alcantara, è presente una targhetta numerata con il numero dell'esemplare prodotto e una leva del cambio con la classica forma a palla da Golf. Inoltre la Clubsport S rinuncia ai sedili posteriori, ai materiali insonorizzanti, ai tappetini e ad altri pannelli nell'abitacolo per risparmiare peso. La massa è di 1.285 kg a secco, ridotta anche grazie a una nuova e più leggera batteria e a nuovi elementi in alluminio per le sospensioni anteriori. Il cambio è un manuale a 6 marce che pesa ben 20 kg in meno rispetto al DSG. Il motore è il noto 2.0 TFSI 4 cilindri in linea 16 valvole turbo, ma qui eroga 310 CV di potenza e 380 Nm di coppia già vista sulla Audi TTS. La trazione è anteriore e l'accelerazione nello 0-100 km/h è di 5,8 secondi, mentre la punta massima è di 250 km/h. L'assetto e la meccanica sono stati sviluppati e collaudati al Nürburgring e i vari set-up della vettura sono stati inseriti in un settaggio dedicato all'interno del Drive Select. Lo sterzo e il Dynamic Chassis Control possono essere variati su precisa misura per il Nürburgring. La Golf Clubsport è dotata di cerchi da 19 pollici, differenziale attivo XDS+ e pneumatici 235/35 Michelin Sport Cup 2.

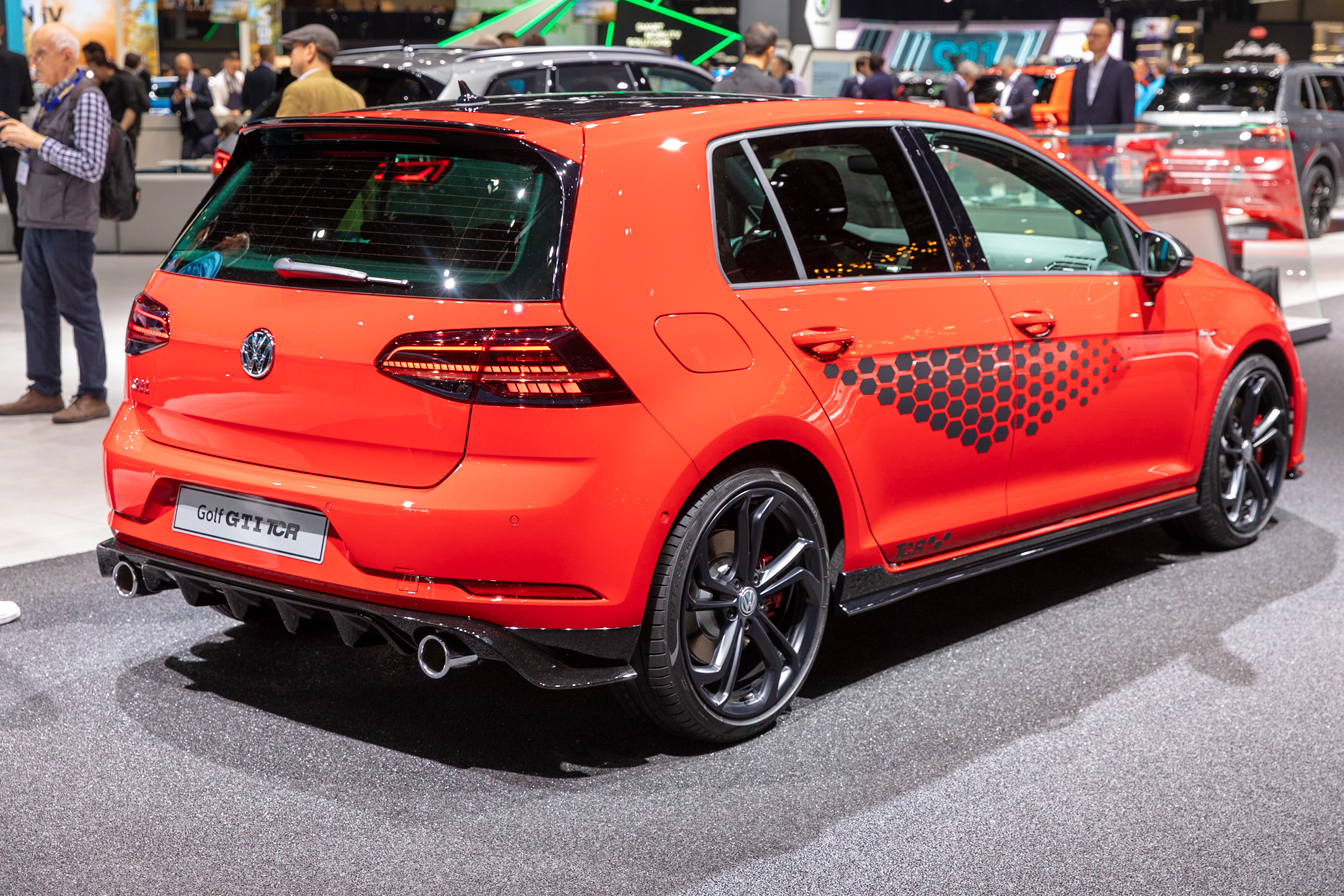
Retro GTI TCR

La Volkswagen Golf GTI Clubsport S ha infranto il record del tempo sul giro al Nurburgring come auto di serie a trazione anteriore più veloce in assoluto, battendo la Honda Civic Type-R, che a sua volta aveva battuto la Seat Leon Cupra e la Renault Megane R.S. Trophy 275, girando in 7 minuti 49 secondi e 21 centesimi.

### GTI TCR (2019)
Nel gennaio 2019 la Volkswagen ha introdotto la nuova variante ad alte prestazioni denominata Golf GTI TCR, con motore da 2 litri da 290 CV e allestimento speciale e basato sulla Golf VII GTI Performance, con alcune componenti della vettura da corsa TCR.

## Riconoscimenti
- North American Car of the Year 2015[12]
- Auto dell'anno 2013[13]
- World Car of the Year 2013[14]